# Kosia Skała

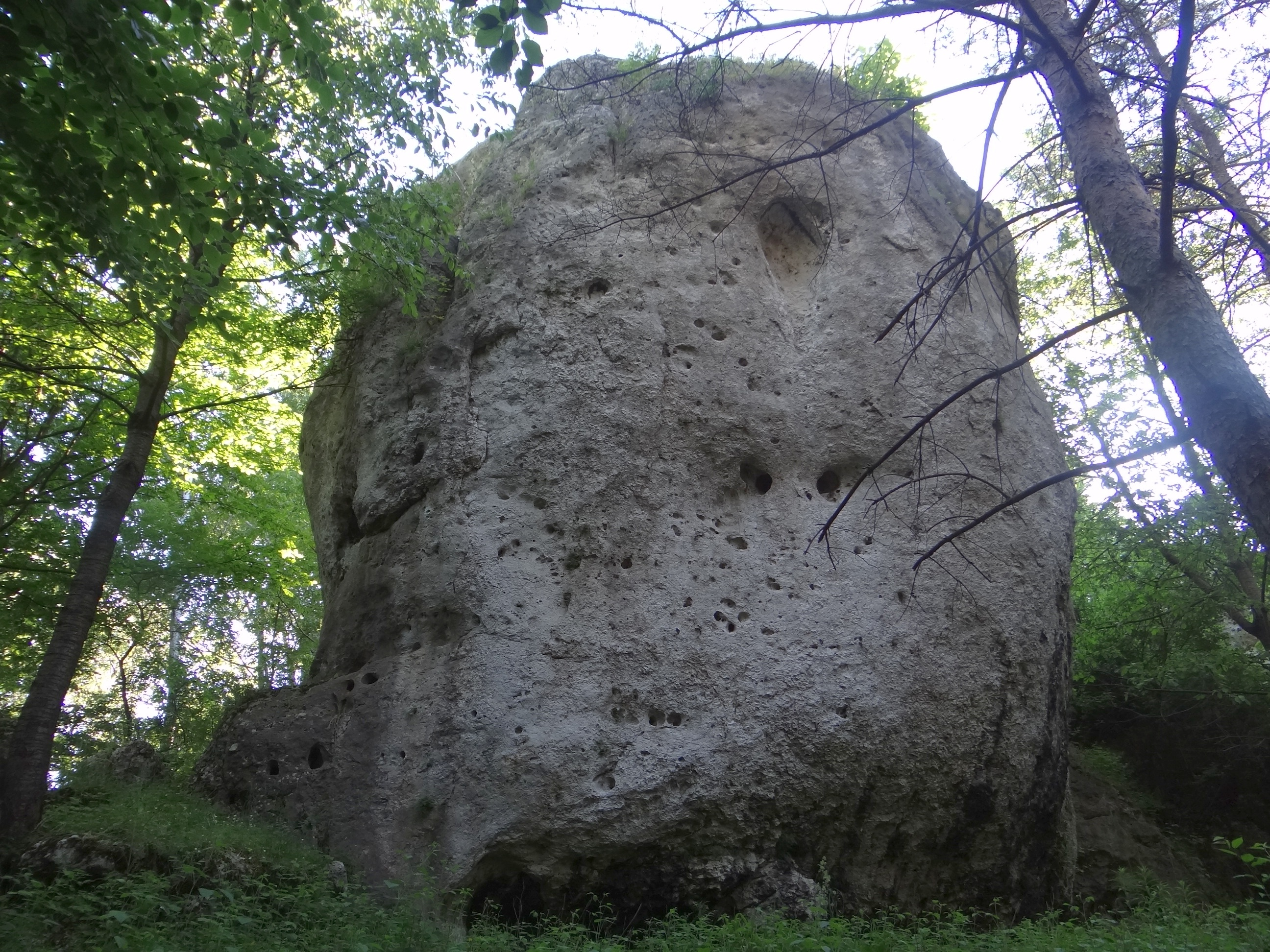
Południowa ściana Kosiej Skały

Kosia Skała – skała we wsi Ryczów w województwie śląskim, w powiecie zawierciańskim, w gminie Ogrodzieniec, na Wyżynie Częstochowskiej będącej częścią Wyżyny Krakowsko-Częstochowskiej. 
Kosia Skała znajduje się na szczycie Kosiej Góry w odległości około 200 m od Strażnicy Ryczów w kierunku wschodnio-południowo-wschodnim. Jest to zbudowany z twardych wapieni skalistych pojedynczy ostaniec o wysokości 10–12 m, ścianach połogich, pionowych lub przewieszonych. W 2011 r. na jego południowej ścianie Grzegorz Rettinger przeszedł po raz pierwszy 3 drogi wspinaczkowe o trudności od VI.1 do VI.3 w skali Kurtyki. Wszystkie mają zamontowane stałe punkty asekuracyjne: spity (s) i dwa ringi zjazdowe (drz). Popularność skały wśród wspinaczy jest niewielka. 
1. Jola lojalna; 3s + drz, VI.3, 12 m
2. Paralela; 4s + drz, VI.1, 12 m
3. Leszcz brzmi w trzcinie; 3s + drz, 12 m[3].

W Kosiej Skale znajdują się dwa obiekty jaskiniowe: Schronisko Dolne w Kosiej Górze i Schronisko Górne w Kosiej Górze.